# Стшаліни
Стшаліни (пол. Strzaliny) — село в Польщі, у гміні Тучно Валецького повіту Західнопоморського воєводства.
Населення — 143 особи (2011).
У 1975-1998 роках село належало до Пільського воєводства.

## Демографія
Демографічна структура станом на 31 березня 2011 року:
|          | Загалом | Допрацездатний вік | Працездатний вік | Постпрацездатний вік |
| -------- | ------- | ------------------ | ---------------- | -------------------- |
| Чоловіки | 64      | 18                 | 41               | 5                    |
| Жінки    | 79      | 20                 | 42               | 17                   |
| Разом    | 143     | 38                 | 83               | 22                   |